# Рыбкина, Елена Владимировна
Елена Владимировна Рыбкина (род. 24 апреля 1964, Москва) — советская и российская бадминтонистка.

## Карьера
Представляла Вооружённые Силы (Москва). Четырежды (1988, 1989, 1990, 1991) выигрывала чемпионат СССР в одиночном разряде, пять раз (1986, 1987, 1989, 1990, 1991) побеждала в парном разряде, становилась победительницей в миксте (1989). На чемпионатах России побеждала в одиночном (1995) и парном (1994) разряде.
Призёр чемпионата Европы 1992 года.
Участвовала в Олимпийских играх 1992 и 1996 годов.